# EICMA

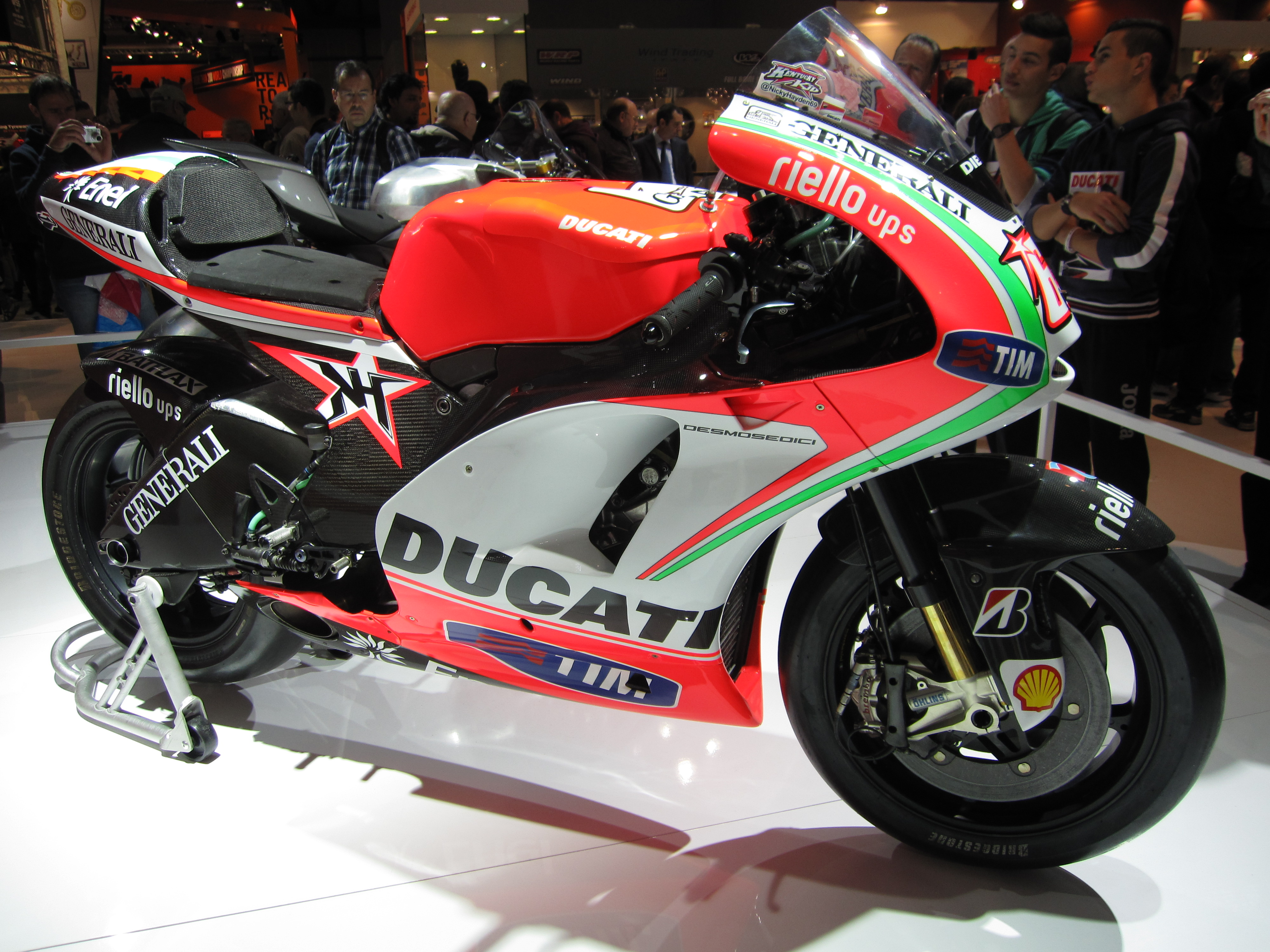
Une moto Ducati à l'expo 2012.

Le salon EICMA (Esposizione Internazionale Ciclo Motociclo e Accessori), ou Salon de la moto de Milan, est un salon annuel se tenant à FieraMilanoCity (Rho, Milan, Italie). Sa première édition a eu lieu au Kursaal Diana (it) en mai 1914.
Des exposants appartenant aux secteurs du cycle et du motocycle de plusieurs pays y participent. Il est concurrent du Salon du 2 Roues (Lyon) et de l’Intermot.

## Les éditions de l'EICMA
| N.      | Année | Lieu | Dates | Données | Données | Données | Notes Modèles présentés                                                                                           |
| N.      | Année | Lieu | Dates | Superficie m2 | Exposants | Visiteurs | Notes Modèles présentés                                                                                           |
| ------- | --- | --- | --- | --- | --- | --- | --- |
| 1ª      | 1914 | Kursaal Diana (it)                                                                                                | 03/05 | | 24 | | |
| 2ª      | 1920 | Veloce Club Milano                                                                                                | 22/05 - 13/06 | | 30 | | |
| 3ª      | 1921 | Veloce Club Milano                                                                                                | 10/06 - 18/06 | | | | |
| 5ª      | 1923 | Veloce Club Milano                                                                                                | 17/11 - 25/11 | | | | |
| 6ª      | 1925 | La Permanente (it)                                                                                                | 10/01 - 18/01 | | | | |
| 7ª      | 1926 | Permanente | 10/01 - 18/01 | | | | |
| 8ª      | 1927 | Permanente | 09/01 - 17/01 | | | | |
| 9ª      | 1928 | Permanente | 05/01 - 15/01 | | | | OPRA 500 GP |
| 10ª     | 1929 | Permanente | 19/01 - 27/01 | | | | Guzzi "Norge" |
| 11ª     | 1930 | Permanente | 11/01 - 19/01 | | | | |
| 12ª     | 1931 | Permanente | 10/01 - 18/01 | | | | |
| 13ª     | 1932 | Permanente | 09/01 - 17/01 | | | | |
| 14ª     | 1933 | Permanente | 14/01 - 22/01 | | | | |
| 15ª     | 1934 | Permanente | 13/01 - 21/01 | | 123 | | Sertum 500 - Simplex 500                                                                                          |
| 16ª     | 1935 | Permanente | 12/01 - 20/01 | | 268 | | Gilera 500 Sport - Guzzi 500 W                                                                                    |
| 17ª     | 1936 | Permanente | 11/01 - 19/01 | | | | |
| 18ª     | 1937 | Permanente | 09/01 - 17/01 | | 146 | | |
| 19ª     | 1938 | Permanente | 22/01 - 30/01 | | | | Galbusera V8 |
| 20ª     | 1939 | Permanente | 19/01 - 26/01 27/01 - 31/01                                                                                       | | | | Altea - Guzzi Ardetta                                                                                             |
| 21ª     | 1939 | Palazzo dell'Arte                                                                                                 | 25/11 - 03/12 | | | | Guzzi Condor |
| 22ª     | 1940 | Palazzo dell'Arte                                                                                                 | 07/12 - 15/12 | | | | Gilera Saturno |
| 23ª     | 1941 | Palazzo dell'Arte                                                                                                 | 29/11 - 08/12 | | | | |
| 24ª     | 1946 | Palazzo dell'Arte                                                                                                 | 23/11 - 01/12 | | 212 | | Guzzi Dondolino                                                                                                   |
| 25ª     | 1947 | Palazzo dell'Arte                                                                                                 | 29/11 - 08/12 | | | | |
| 26ª     | 1948 | Palazzo dell'Arte                                                                                                 | 13/11 - 21/11 | | | | Gilera 125 |
| 27ª     | 1949 | Palazzo dell'Arte                                                                                                 | 03/12 - 12/12 | | | | AMISA-Rumi 125 - Parilla 98 2T - Idroflex di REOM e Marzocchi                                                     |
| 28ª     | 1950 | Palazzo dell'Arte                                                                                                 | 02/12 - 11/12 | | | | MV Agusta 500 4C - Motom Delfino                                                                                  |
| 29ª     | 1952 | Palazzo dell'Arte                                                                                                 | 12/01 - 20/01 | | | | Parilla Levriere 125 - Ducati Cruiser                                                                             |
| 30ª     | 1952 | Fiera di Milano                                                                                                   | 29/11 - 08/12 | 20.000 | 502 | | Parilla Levriere 150                                                                                              |
| 31ª     | 1953 | Fiera di Milano                                                                                                   | 28/11 - 06/12 | | | | Moto Guzzi Zigolo                                                                                                 |
| 32ª     | 1954 | Fiera di Milano                                                                                                   | 27/11 - 08/12 | | 436 | | Ceccato 75 cm³. Sport                                                                                             |
| 33ª     | 1955 | Fiera di Milano                                                                                                   | 03/12 - 12/12 | | | | Vespa TAP |
| 34ª     | 1956 | Fiera di Milano                                                                                                   | 01/12 -10/12 | | | | Vi-Vi |
| 35ª     | 1957 | Fiera di Milano                                                                                                   | 30/11 - 09/12 | 20.000(2) | 550 de 7 pays | | Parilla Slughi - Palmieri & Gulinelli Guizzo                                                                      |
| 36ª     | 1959 | Fiera di Milano                                                                                                   | 28/11 - 09/12 | | 550 | | |
| 37ª     | 1961 | Fiera di Milano                                                                                                   | 02/12 - 11/12 | | 600 | | |
| 38ª     | 1963 | Fiera di Milano                                                                                                   | 30/11 - 09/12 | 27.000(2) | 567 di 9 Paesi | | Ducati Brio |
| 39ª     | 1965 | Fiera di Milano                                                                                                   | 04/12 -13/12 | | | | Guzzi V7 700 - MV Agusta 600                                                                                      |
| 40ª     | 1967 | Fiera di Milano                                                                                                   | 14/10 - 21/10 | | 610 | | Aprilia A7 |
| 41ª     | 1969 | Fiera di Milano                                                                                                   | 22/11 - 30/11 | | 650 | 210.000 | Fantic Caballero - Guzzi 50 2C - Vespa 50 Special                                                                 |
| 42ª     | 1971 | Fiera di Milano                                                                                                   | 20/11 - 28/11 | | | | Gilera Arcore - Italjet Buccaneer - Laverda 750 SFC Guzzi V7 Sport - Ducati 750 GT                                |
| 43ª     | 1973 | Fiera di Milano                                                                                                   | 17/11 - 25/11 | 45.000(2) | 660 di 15 Paesi                                                                                                   | 300.000 | MV 350 Ipotesi - Aspes Yuma - Ducati 750 SS                                                                       |
| 44ª     | 1975 | Fiera di Milano                                                                                                   | 22/11 - 30/11 | | 1.000 di 15 Paesi                                                                                                 | 450.000 | MV Agusta 125 Sport - Benelli 250 Quattro - Laverda 500                                                           |
| 45ª     | 1977 | Fiera di Milano                                                                                                   | 19/11 - 27/11 | | 1.000 di 18 Paesi                                                                                                 | 700.000 | Laverda LZ - Ducati Pantah - Bimota KB1 - Bimota SB2 - Piaggio Vespa PX                                           |
| 46ª     | 1979 | Fiera di Milano                                                                                                   | 17/11 - 25/11 | | | | Benelli 654 |
| 47ª     | 1981 | Fiera di Milano                                                                                                   | 21/11 - 29/11 | | | | Fantic Motor Strada - Gilera TG2 - SWM RZ 124                                                                     |
| 48ª     | 1983 | Fiera di Milano                                                                                                   | 23/11 - 29/11 | | | | Gilera RV - Cagiva Alazzurra - Moto Morini 350 K2                                                                 |
| 49ª     | 1985 | Fiera di Milano                                                                                                   | 20/11 - 27/11 | | | | Ducati Paso |
| 50ª     | 1987 | Fiera di Milano                                                                                                   | 21/11 - 29/11 | | | | Gilera Saturno Bialbero 500 - Moto Morini Dart                                                                    |
| 51ª     | 1989 | Fiera di Milano                                                                                                   | 21/11 - 27/11 | | | | Guzzi Daytona |
| 52ª     | 1991 | Fiera di Milano                                                                                                   | 18/11 - 24/11 | | | | |
| 53ª     | 1993 | Fiera di Milano                                                                                                   | 18/11 - 24/11 | | | | Ducati 916 |
| 54ª     | 1995 | Fiera di Milano                                                                                                   | 02/09 - 06/09 21/11 - 26/11                                                                                       | | | | |
| 55ª     | 1997 | Fiera di Milano                                                                                                   | 16/09 - 21/09 | | | | MV Agusta F4 750 ORO                                                                                              |
| 56ª     | 1998 | Fiera di Milano                                                                                                   | 17/09 - 20/09 | | | | |
| 57ª     | 1999 | Fiera di Milano                                                                                                   | 15/09 - 20/09 | | | | |
| 58ª     | 2000 | Fiera di Milano                                                                                                   | 16/09 - 19/09 | | | | |
| 59ª     | 2001 | Fiera di Milano                                                                                                   | 18/09 - 23/09 | 70.000(4) | 1.500 | | |
| 60ª     | 2002 | Fiera di Milano                                                                                                   | 20/09 - 23/09 | | | | |
| 61ª     | 2003 | Fiera di Milano                                                                                                   | 16/09 - 21/09 | | | | |
| 62ª     | 2004 | Fiera di Milano                                                                                                   | 17/09 - 20/09 | | | | |
| 63ª     | 2005 | Fiera di Milano                                                                                                   | 16/09 - 19/09 15/11 - 20/11                                                                                       | | | | BMW R 1200 S |
| 64ª     | 2006 | Fiera di Milano                                                                                                   | 15/09 - 18/09 13/11 - 19/11                                                                                       | | | | Ducati 1098 |
| 65ª     | 2007 | Fiera di Milano                                                                                                   | 06/11 - 11/11 08/11 - 11/11                                                                                       | 66.609(3) | 1.515 di 39 Paesi                                                                                                 | 535.000 | Guzzi V7 Classic - Guzzi Stelvio - KTM 1190 RC8                                                                   |
| 66ª     | 2008 | Fiera di Milano                                                                                                   | 04/11 - 09/11 06/11 - 09/11                                                                                       | 50.000(3) 280.000(1)                                                                                              | 1.002 di 33 Paesi                                                                                                 | | Ducati Streetfighter - Beta EVO                                                                                   |
| 67ª     | 2009 | Fiera di Milano                                                                                                   | 18/21 - 18/09 10/11 - 15/11                                                                                       | 50.000(3) 450.000(1)                                                                                              | 1.341 di 31 Paesi                                                                                                 | | Peugeot Kisbee |
| 68ª     | 2010 | Fiera di Milano                                                                                                   | 02/11 - 07/11 | | | | Ducati Diavel |
| 69ª     | 2011 | Fiera di Milano                                                                                                   | 08/11 - 13/11 | | | | Ducati 1199 Panigale                                                                                              |
| 70ª     | 2012 | Fiera di Milano                                                                                                   | 13/11 - 18/11 | | 1.053 di 35 Paesi                                                                                                 | 510.560 | Benelli BN 600 - MV Agusta Rivale - Piaggio Vespa 946                                                             |
| 71ª     | 2013 | Fiera di Milano                                                                                                   | 5/11 - 10/11 | 280.000(1) | 1.408 di 38 Paesi                                                                                                 | 551.404 | Bimota BB3 - Yamaha Tricity                                                                                       |
| 72ª     | 2014 | Fiera di Milano                                                                                                   | 4/11 - 9/11 | 280.000(1) | 1.053 di 34 Paesi                                                                                                 | 628.600 | Kawasaki Ninja H2                                                                                                 |
| 73ª     | 2015 | Fiera di Milano                                                                                                   | 17/11 - 22/11 | | | | BMW G 310 R - Honda Africa Twin                                                                                   |
| 74ª     | 2016 | Fiera di Milano                                                                                                   | 8/11 - 13/11 | | | | Honda X-ADV - BMW G 310 GS                                                                                        |
| 75ª     | 2017 | Fiera di Milano                                                                                                   | 9/11 - 12/11 | | | | |
| 76ª     | 2018 | Fiera di Milano                                                                                                   | 6/11 - 11/11 | | 1.200 di 42 Paesi                                                                                                 | | Yamaha Ténéré 700 - Honda CRF450XR                                                                                |
| 77ª     | 2019 | Fiera di Milano                                                                                                   | 7/11 - 10/11 | | 1.800 di 40 Paesi                                                                                                 | | Aston Martin AMB 001                                                                                              |
| 78ª     | 2021 | Fiera di Milano                                                                                                   | 23/11 - 28/11 | | oltre 820 di 36 Paesi                                                                                             | | |
| 79ª     | 2022 | Fiera di Milano                                                                                                   | 8/11 - 13/11 | | oltre 1.300 di 43 Paesi                                                                                           | | |
| Légende | (1) Surface totale - (2) Uniquement surface couverte - (3) Surface nette d’exposition - (4) Détail non disponible | (1) Surface totale - (2) Uniquement surface couverte - (3) Surface nette d’exposition - (4) Détail non disponible | (1) Surface totale - (2) Uniquement surface couverte - (3) Surface nette d’exposition - (4) Détail non disponible | (1) Surface totale - (2) Uniquement surface couverte - (3) Surface nette d’exposition - (4) Détail non disponible | (1) Surface totale - (2) Uniquement surface couverte - (3) Surface nette d’exposition - (4) Détail non disponible | (1) Surface totale - (2) Uniquement surface couverte - (3) Surface nette d’exposition - (4) Détail non disponible | (1) Surface totale - (2) Uniquement surface couverte - (3) Surface nette d’exposition - (4) Détail non disponible |